# Zatoka Robertsona
Zatoka Robertsona (ang. Robertson Bay – zatoka w Antarktydzie Wschodniej, między Cape Barrow i Przylądkiem Adare’a w północnej Ziemi Wiktorii.

## Nazwa
Nazwana przez Jamesa Clarka Rossa (1800–1862) na cześć Johna Robertsona, chirurga na statku ekspedycji Rossa „Terror” .

## Geografia
Rozległa (37 × 40 km ) zatoka wcinająca się w północne wybrzeże Ziemi Wiktorii między przylądkami Cape Barrow i Przylądkiem Adare’a . Jej mniejsze zatoki to m.in.: Colbeck Bay , Crescent Bay , Pressure Bay , Protection Cove  i Relay Bay .
Do zatoki uchodzą m.in. Cascade Glacier , Dugdale Glacier , Egeberg Glacier , Murray Glacier , Nameless Glacier , Newnes Glacier , Nielsen Glacier , Ommanney Glacier , Reusch Glacier , Scott Keltie Glacier , Shipley Glacier  i Warning Glacier .

## Historia
Odkryta w 1841 roku przez Jamesa Clarka Rossa (1800–1862) .